# 乔姆纳亚河
乔姆纳亚河（俄语：Река Тёмная）是滨海边疆区卡瓦列罗沃区的河流，源起锡霍特山脉黑暗山和炭山的北坡，长14公里，注入多罗日纳亚河。

## 引用
1. ↑  А·П·穆拉诺夫. . 列宁格勒: 气象出版社. 1966 （俄语）.
2. ↑  . 列宁格勒: 气象出版社 （俄语）.
3. ↑  Т·А·基谢尔科瓦娅. . 列宁格勒: 气象出版社. 1977 （俄语）.
4. ↑  . Verumwiki.   [2024-01-04]. （原始内容存档于2023-10-31） （俄语）.